# Барта, Вацлав
Вацлав «Нойд» Барта (чеш. Václav Noid Bárta, род. 27 октября 1980) — чешский певец, композитор и актёр. Представлял Чехию на Конкурсе песни «Евровидение 2015» в дуэте с Мартой Яндовой с песней «Hope Never Dies».

## Биография

### Ранние годы
Родился в музыкальной семье — его отец Вацлав является автором текстов, а мать Ленка — певица. С детства интересовался музыкой. В возрасте 4 лет он начал учиться играть на фортепиано, кларнете и флейте, а позже научился играть на гитаре, ударных и бас-гитаре.

### Музыкальная карьера
Вацлав начал свою музыкальную карьеру в 15 лет. В 17 лет он стал одним из участников в ню-метал-группе «Dolores Clan». В 2012 году он записал вокал для песен студийного альбома «Rány» группы «Noid».

### Личная жизнь
Вацлав встречался с чешской певицей Луцией Била в 2006—2008 годах. В 2010 году он начал поддерживать отношения с моделью Элишкой Бучковой, но в январе 2013 года расстался, хотя они были помолвлены и должны были пожениться.
7 июля 2014 года он женился на модели Габриеле Двожаковой, которая 22 октября 2014 года родила ему дочь Терезу.

## На конкурсе «Евровидение 2015»
19 ноября 2014 года было объявлено, что Чехия возвращается на конкурс песни «Евровидение». Последнее участие страны было в 2009 году, когда страна заняла последнее место в полуфинале с 0 баллами.
31 января 2015 года телеканал ČT1 объявил, что представлять Чехию на конкурсе «Евровидение 2015» в Вене будет дуэт Марты Яндовой и Вацлава с песней «Hope Never Dies».
21 мая 2015 года дуэт выступил во втором полуфинале под номером 8. Чехия получила 33 балла, заняла 13 место и не смогла выйти в финал. В финале Чехия отдала свои наивысшие баллы (8, 10 и 12) России, Швеции и Азербайджану соответственно.